# Нестинарство

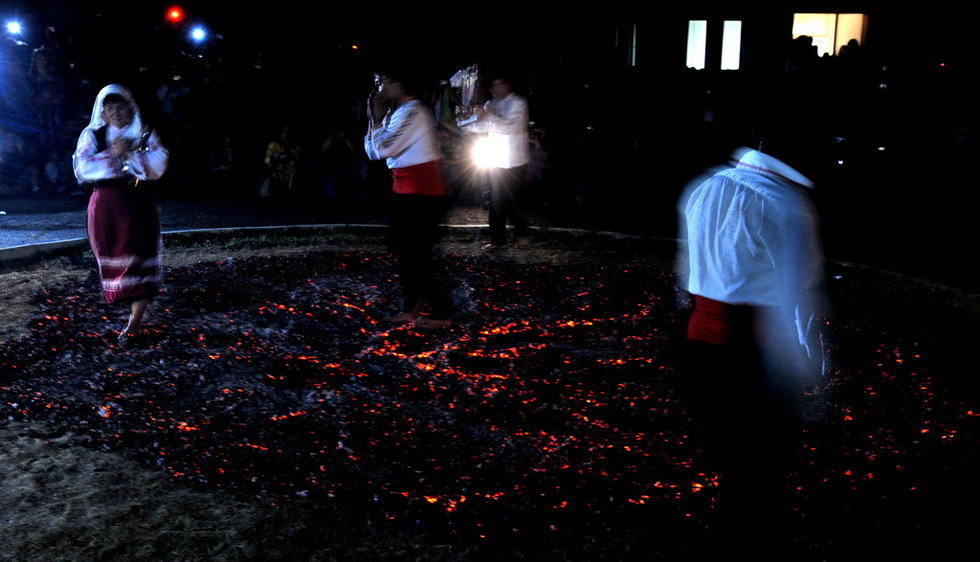
Хождение по углям

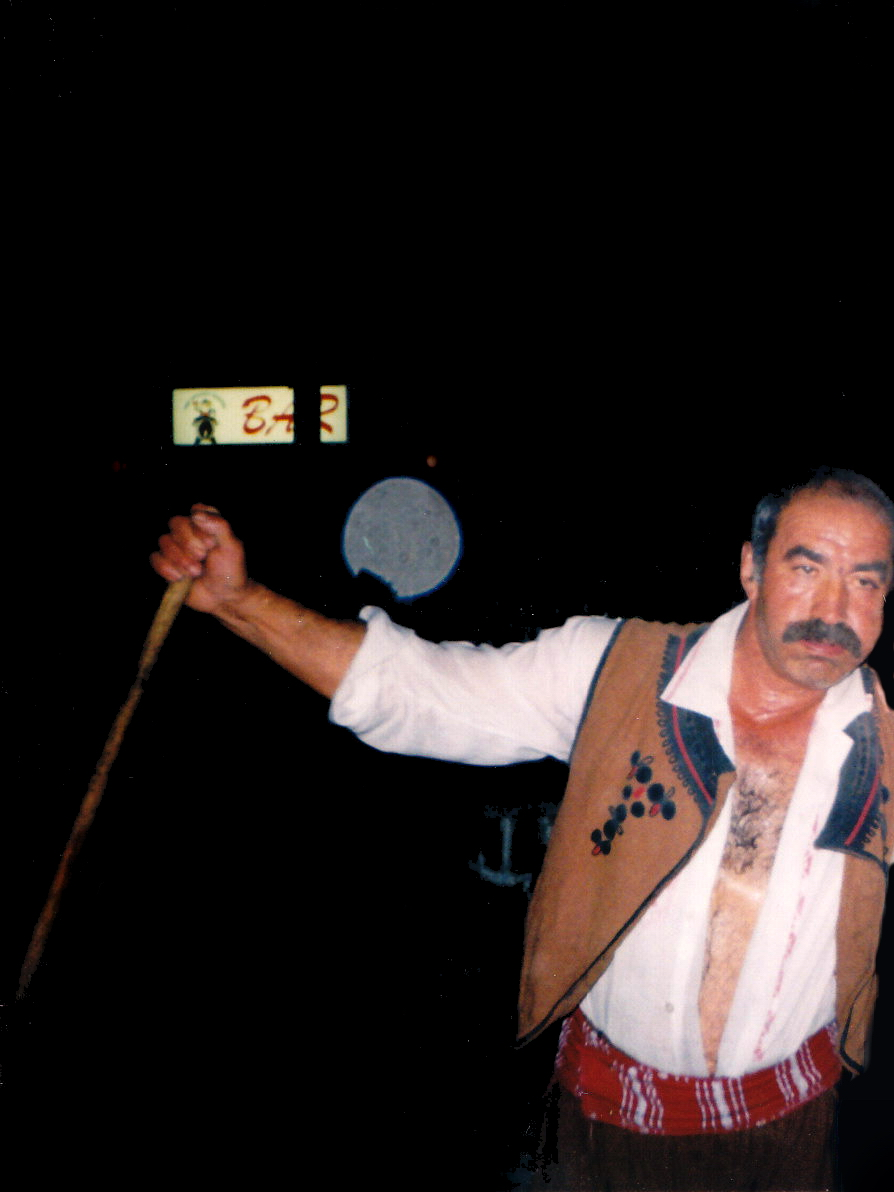
Нестинар в Несебыре

Нестинарство (болг. нестинарство, греч. αναστενάρια, анастенария), нестинары — религиозно-культурный феномен, характерный для части Болгарии, относящейся к исторической области Фракия. Центром нестинарства является регион, расположенный на крайнем юго-востоке страны в горах Странджа. Главная особенность нестинарства — обрядовый танец на раскалённых углях. Считается, что нестинарство — это смешение древних языческих и православных традиций.
Нестинарами называют людей, которые во время нескольких православных праздников входят в состояние транса и танцуют на углях. Главный праздник в деревнях, где распространено нестинарство, день св. Константина и Елены — 3 июня (21 мая по ст.стилю). Праздник длится 3 дня и сопровождается крестным ходом с иконами, омовением в святом источнике, принесением жертвы — ягнёнка и ритуальным танцем нестинаров на углях. Кроме дня св. Константина, подобным образом празднуются и другие праздники, но именно на день св. Константина празднование наиболее торжественно и длится 3 дня.
Праздник отмечается всей деревней. Но танцуют на раскалённых углях только нестинары. Считается, что нестинары своего рода избранные, способные не только к танцу на углях, но и к пророчествам, целительству и ясновидению.